# Грађански рат у Авганистану
Грађански рат у Авганистану или Авганистански сукоб (паштунски: دافغانستان جنګونه; персијски: جنگ های افغانستان) је низ ратова који се у Авганистану води од 1978. године. Ратови укључују:
Саур револуција (1978) догодила се када је Народна демократска партија Авганистана срушила владу Републике Авганистан на чијем је челу био председник Мохамед Дауд Кан. Тада је основана Демократска Република Авганистан, комунистичка држава која се удружила са Совјетским Савезом.
Совјетско-авганистански рат почео је 1979. године, а завршио се 1989. Совјетска армија је интервенисала у земљи како би подржала владајућу Народно -демократску партију Авганистана (ПДПА) након великих таласа побуне против владе. Совјетске трупе заједно са савезничком авганистанском војском (и уз спољну подршку Немачке Демократске Републике) бориле су се против побуњеничких фракција углавном познатих под заједничким именом „авганистански муџахедини“, чији су главни подржавачи биле Сједињене Државе, Уједињено Краљевство, Пакистан, Саудијска Арабија, Египат, Народна Република Кина и Савезна Република Немачка. Совјетски Савез је на крају уступио и повукао своје трупе 1989.
Авганистански грађански рат (1989–1992) био је наставак рата између владе и побуњеника, али без ангажовања совјетских трупа. Совјетски Савез је ипак наставио финансијски подржавати авганистанску владу у њеној борби, а исто тако и побуњеничке фракције наставиле су примати подршку Сједињених Држава и Пакистана. Авганистанска влада уз подршку Совјета преживела је до пада Кабула 1992.
Авганистански грађански рат (1992—1996) почео је када су борбе између побуњеничких фракција муџахедина, након што су заузеле Кабул и успоставиле Исламску државу Авганистан, ескалирале у још један разбуктани сукоб. Насилни ратови су се водили између различитих окупационих фракција у Кабулу, а град је од њих доживео тешко бомбардовање. Сваку од њих подржавала је спољна сила, попут Пакистана, Ирана или Саудијске Арабије, која је тражила утицај у Авганистану. Овај сукоб је окончан 1996. године након што су Талибани, релативно нова милиција коју подржава Пакистан и коју је извршило неколико хиљада бораца Ал-Каиде из арапских земаља, заузели Кабул.
Афганистански грађански рат (1996–2001) почео је непосредно након што су талибани заузели Кабул, у којем су учествовале нове војно-политичке снаге отпора под називом Сјеверна алијанса које се боре против талибана и њиховог дјеломично признатог Емирата. Током цијелог овог периода талибани су имали контролу над готово цијелом земљом, јер се Северна алијанса већину времена борила у одбрани. Вођу Алијансе убили су припадници Ал-Каиде 9. септембра 2001.
Рат у Авганистану (2001 — 2021) је континуирани актуелни рат у Авганистану, где се главни сукоб састоји од трупа Авганистанске националне војске, подржаних од стране додатних трупа Сједињених Држава, које се боре против побуњеника талибана, али и спорадично других група. НАТО је такође био укључен у овај рат.
Инвазија Сједињених Држава на Авганистан почела је 7. октобра 2001. године. Сједињене Државе су покушале уклонити талибане с власти јер су угостили милитанте Ал-Каиде, који су били главни осумњичени за нападе 11. септембра и одбили да изруче свог вођу Осаму бина Оптерећен без добијања доказа унапред. Сједињене Америчке Државе су се бориле против талибана из ваздуха и пружиле подршку копненим трупама Северне алијансе, које су до децембра 2001. успешно отерале талибане из већег дела земље. Инвазија је такође означила почетак рата Сједињених Држава против тероризма.
Сукоб талибана и ИСИЛ-а у Авганистану је оружани сукоб између талибана и огранка Исламске државе у Хорасану који се води од маја 2015. године. Мрежа Хакани подржавала је талибане, док ИСИЛ подржава група против талибана, Високо вијеће авганистанског емирата, предвођено исламистом Мухамедом Расулом.
1. маја 2021. године талибанска офанзива 2021. почела је након повлачења Сједињених Држава из Авганистана, што је довело до пада Кабула (2021) 15. августа 2021. године.
У сукобу у Пањширу, снаге Алијансе против Талибана реорганизују се и премештају у Пањшир, успостављајући супарничку владу.
Процењује се да је од почетка сукоба изгубљено 1.405.111 до 2.084.468 живота.

## Успон и пад комунизма

### Увод
Од 1933. до 1973. године Авганистан је доживио дуг период мира и релативне стабилности. Монархијом је владао краљ Захир Шах, који је припадао авганистанској династији Мусахибан Баракзај. Шездесетих година прошлог века у Авганистану као уставној монархији одржани су ограничени парламентарни избори.
Захир Шаха, који ће постати последњи краљ Авганистана, срушио је његов рођак Мохамед Дауд Кан у јулу 1973. године, након што је незадовољство монархијом порасло у урбаним областима Авганистана. Земља је прошла кроз неколико суша, а против владајуће династије подигнуте су оптужбе за корупцију и лошу економску политику. Кан је претворио монархију у републику и постао је први председник Авганистана. Подржала га је Парчам фракција Народне демократске партије Авганистана (ПДПА), афганистанске комунистичке партије, која је основана 1965. године и уживала у чврстим односима са Совјетским Савезом. Ниматолах Ноџуми у делу Успон талибана у Авганистану пише: Масовна мобилизација, грађански рат и будућност региона:
Успостављање Републике Авганистан повећало је совјетске инвестиције у Авганистану и утицај ПДПА у владиним војним и цивилним телима.
Године 1976, узнемирен растућом моћи ПДПА-е и снажном припадношћу странке Совјетском Савезу, Дауд Кан је покушао да смањи утицај ПДПА-е. Он је отпустио чланове ПДПА са њихових владиних функција, уместо тога именовао конзервативне елементе и коначно најавио распуштање ПДПА, ухапсивши старије чланове странке.

### Комунистички пуч
Дана 27. априла 1978. године, ПДПА и војне јединице лојалне ПДПА -и убиле су Дауд Кана, његову ужу породицу и телохранитеље у насилном пучу, заузевши контролу над престоницом Кабулом. Пошто је ПДПА одабрала викенд за одмор за извођење државног удара, када су многи владини службеници имали слободан дан, Дауд Кан није могао у потпуности активирати добро обучене оружане снаге које су му остале лојалне да се супротставе пучу.
Нова влада ПДПА, коју је предводио револуционарни савет, није уживала подршку маса. Стога је убрзо објавила и применила непријатељску доктрину против сваког политичког неслагања, било унутар или изван странке. Првог комунистичког вођу у Авганистану, Нур Мухамеда Таракија, убио је његов колега комуниста Хафизула Амин. Амин је био познат по својим независним и националистичким склоностима, а многи су га такође сматрали немилосрдним вођом. Оптужен је за убиство десетина хиљада авганистанских цивила у Пул-е-Чаркију и другим националним затворима: само у затвору Пул-е-Чарки наводно се догодило 27.000 политички мотивисаних егзекуција.

### Совјетска интервенција и повлачење
Совјетски Савез је напао Авганистан 25. децембра 1979. године, наишавши на ограничен отпор. Амин је готово одмах свргнут са власти, пошто је њега и 200 његових чувара 27. децембра убили припадници Спецназ совјетске армије, кога је заменио Бабрак Кармал. Након распоређивања у Авганистан, совјетске снаге заједно са владиним снагама почеле су да се упуштају у дуготрајни рат против побуне са борцима муџахедина.
Совјетска влада је схватила да ће за војно решење сукоба бити потребно много више трупа. Због тога су разговарали о повлачењу трупа и тражили политичко и мирно решење већ 1980. године, али никада нису предузели озбиљније кораке у том правцу до 1988. Рани совјетски војни извештаји потврђују тешкоће које је совјетска војска имала током борби на планинском терену, за које совјетска војска није имала никакву обуку. Официри совјетске војске често су спомињали паралеле са Вијетнамским ратом.
Политички неуспеси и застој који је уследио након совјетске интервенције довели су совјетско руководство до крајње критике према Кармаловом вођству. За време Михаила Горбачова, Совјетски Савез је могао да свргне Кармала и замени га Мохамедом Наџибулом. Совјетски Савез је Кармалово вођство доживео као неуспех због пораста насиља и криминала током његове администрације.
Током повлачења Совјетског Савеза из Авганистана, конвоји трупа били су под нападом афганистанских побуњеничких бораца. Укупно 523 совјетска војника су убијена током повлачења. Потпуно повлачење свих совјетских трупа из Авганистана завршено је у фебруару 1989. Последњи совјетски војник који је отишао био је генерал -потпуковник Борис Громов, вођа совјетских војних операција у Авганистану у време совјетске инвазије. Укупно је 14.453 совјетских војника погинуло током рата у Авганистану.
Совјетски рат је имао штетан утицај на Авганистан. Погибије до 2 милиона Авганистанаца у рату су бројни извори описали као "геноцид". Пет до десет милиона Авганистанаца побегло је у Пакистан и Иран, што чини 1/3 предратног становништва земље, а још 2 милиона је расељено унутар земље. Северозападна погранична провинција Пакистана функционисала је као организациона и умрежена база за антисовјетски афганистански отпор, при чему је утицајна покрајина Деобанди улама играла главну помоћну улогу у промовисању „џихада“.

### Пад комунизма
Након повлачења Совјетског Савеза, Република Авганистан под Наџибулом наставила је да се суочава са отпором различитих снага муџахедина. Наџибула је примао средства и оружје од Совјетског Савеза до 1991. године, када се Совјетски Савез распао. Неколико година авганистанска војска је заправо повећавала своју ефикасност у односу на нивое које је икада постигао током совјетског војног присуства. Али влади је нанесен велики ударац када је Абдул Рашид Достум, водећи генерал, направио савез са Шура-е Назаром из Ахмад Шах Масуда. Велики делови авганистанске комунистичке владе капитулирали су пред снагама Масуда почетком 1992. Након совјетског пораза, Вол стрит Журнал назвао је Масуда "Авганистанцем који је победио у Хладном рату". Он је девет пута победио совјетске снаге у свом родном региону у долини Пањшир на североистоку Авганистана.
Пакистан је покушао да постави Гулбудина Хекматјара на власт у Авганистану против противљења свих других команданата и фракција муџахедина. Још у октобру 1990. године, обавештајна служба међу службама осмислила је план да Хекматиар изведе масовно бомбардовање авганистанске престонице Кабула уз могуће наметање пакистанских трупа. Овај унилатерални план ИСИ-Хекматјар услиједио је иако се тридесет најважнијих команданата муџахедина договорило о одржавању конференције која би укључивала све афганистанске групе ради одлучивања о заједничкој будућој стратегији. Петер Томсен извештава да је протест других команданата муџахедина био попут "ватрене олује". Ахмад Зиа Массоуд, брат Ахмад Схах Массоуда, рекао је да се његова фракција снажно противи плану и да ће, као и остале фракције, подузети мјере ако било која "пакистанска војска појача Хекматиар". Абдул Хак је наводно био толико љут због плана ИСИ да је био "црвен у лицу". А Наби Мохамед, други командант, истакао је да „2 милиона Кабула није могло избећи ракетно бомбардовање Хекматиара - дошло би до масакра.“ Представници Масуда, Абдула Хака и Амина Вардака рекли су да ће „Хекматјар-ово ракетирање Кабула ... произвести цивилно крвопролиће”. Сједињене Државе су коначно извршиле притисак на Пакистан да обустави план из 1990. године, који је касније повучен до 1992.

## Исламска држава и страно мешање
Након пада Наџибулахове владе 1992. године, авганистанске политичке странке договориле су се о споразуму о подјели власти, Пешаварском споразуму. Споразум из Пешавара створио је Исламску државу Авганистан и именовао привремену владу за прелазни период након којег ће услиједити опћи демократски избори. Према Хјуман рајтс воч-у:
Суверенитет Авганистана формално је поверен Исламској држави Авганистан, ентитету насталом у априлу 1992. године, након пада владе Наџибулаха коју је подржавао Совјетски Савез. [...] Са изузетком Хезб-е Ислами Гулбудина Хекматјара, све странке [...] су наводно биле уједињене под овом владом у априлу 1992. [...] Хекбтианов Хезб-е Ислами, са своје стране, одбијао да призна владу током већег дела периода о којем се говори у овом извештају и покренуо нападе на владине снаге и Кабул уопште. [...] Гранате и ракете падале су свуда.
Гулбуддин Хекматиар је добио оперативну, финансијску и војну подршку из Пакистана. Авганистански стручњак Амин Сајкал закључује у савременом Авганистану: историја борбе и опстанка:
Пакистан је био спреман да се припреми за напредак у средњој Азији. [...] Исламабад није могао очекивати да ће нови лидери исламске владе [...] подредити своје националистичке циљеве како би помогли Пакистану да оствари своје регионалне амбиције. [...] Да није било логистичке подршке ИСИ -а и снабдевања великог броја ракета, Хекматјар-ове снаге не би могле гађати и уништити половину Кабула.
Осим тога, Саудијска Арабија и Иран - као конкуренти за регионалну хегемонију - подржавали су непријатељство авганистанских милиција једни према другима. Према Хјуман рајтс воч-у, Иран је помагао снагама Шиа Хазара Хезб-и Вахдат Абдул Али Мазари, док је Иран покушавао да повећа Вахдатову војну моћ и утицај. Саудијска Арабија је подржала вехабитски Абдул Расул Саиф и његову фракцију Итихад Ислами. Сукоб између две милиције убрзо је прерастао у рат великих размера. Публикација Универзитета Георге Васхингтон описује ситуацију:
Стране снаге су виделе нестабилност у Авганистану као прилику да притисну своје безбедносне и политичке агенде.
Због изненадног почетка рата, радна владина одјељења, полицијске јединице или систем правде и одговорности за новостворену Исламску државу Авганистан нису имали времена за формирање. Зверства су починили појединци из различитих оружаних група, док је Кабул запао у безакоње и хаос, како је описано у извештајима Хјуман рајтс воч-а и Авганистанског правосудног пројекта. Због хаоса, неки лидери су све више имали само номиналну контролу над својим (под) командантима. За цивиле је било мало сигурности од убистава, силовања и изнуда. Процењује се да је 25.000 људи погинуло током најинтензивнијег периода бомбардовања Хекматиар-ових Хезб-и Ислами и снага Јунбисх-и Милли Абдул Рашид Достума, који су склопили савез са Хекматјаром 1994. Пола милиона људи је побегло из Авганистана. Хјуман рајтс воч пише:
Ретки прекиди ватре, о којима су обично преговарали представници Ахмад Шах Масуда, Сибгатулаха Моџадедија или Бурханудина Рабанија [привремене владе], или званичници Међународног комитета Црвеног крста (ИЦРЦ), обично су се срушили у року од неколико дана.

### Долазак талибана на власт
Јужни Авганистан није био под контролом милиција које подржавају странци нити владе у Кабулу, већ су њима управљали локални лидери попут Ђул Ага Шерзај и њихових милиција. Године 1994. талибани (покрет који потиче из верских школа за афганистанске избеглице које води Џамјат Улема-е-Ислам) у Авганистану су се такође развили као политичко-верска сила, наводно у супротности са тиранијом локалног гувернера. Мула Омар започео је свој покрет са мање од 50 наоружаних ученика медресе у свом родном граду Кандахару. Када су талибани преузели контролу над градом 1994. године, присилили су на предају десетина локалних паштунских вођа који су председавали ситуацијом потпуног безакоња и зверстава. 1994. Талибани су преузели власт у неколико провинција у јужном и централном Авганистану.
Крајем 1994. године, већина фракција милиције (Хезб-и Ислами, Џунбиш-и Мили и Хезб-и Вахдат) које су се бориле у битци за контролу над Кабулом војно су поражене од стране министра одбране Исламске државе Ахмада Шаха Масоуд. Бомбардовање главног града је заустављено. Масуд је покушао покренути национални процес у цијелој земљи с циљем националне консолидације и демократских избора, такођер позивајући талибане да се придруже том процесу. Масуд је ујединио политичке и културне личности, гувернере, заповеднике, свештенство и представнике ради постизања трајног споразума. Масуд је, као и већина људи у Авганистану, ову конференцију видео као малу наду за демократију и слободне изборе. Његов фаворит за кандидатуру за председника био је др Мохамад Јусуф, први демократски премијер под влашћу Захира Шаха, бившег краља. На првом састанку састали су се представници 15 различитих афганистанских провинција, на другом састанку је већ учествовало 25 провинција. Масуд је отишао ненаоружан да разговара са неколико талибанских вођа у Мајдан Шару, али су талибани одбили да се придруже овом политичком процесу. Када се Массоуд сигурно вратио, талибански вођа који га је примио као госта платио је животом: убили су га други високи талибани јер није погубио Массоуда док је постојала могућност.
Талибани су почетком 1995. почели гранатирати Кабул, али су их снаге владе Исламске државе под Ахмад Шах Масудом поразиле. Амнести Интернатионал, позивајући се на офанзиву талибана, написао је у извештају 1995. године:
Ово је први пут у неколико мјесеци да су цивили из Кабула постали мете ракетних напада и гранатирања на стамбена подручја у граду.
Ране победе Талибана 1994. године биле су праћене низом пораза који су резултирали великим губицима. Пакистан је пружио снажну подршку талибанима. Многи аналитичари попут Амина Сајкала описују талибане као да се развили у посредну силу за пакистанске регионалне интересе које талибани одбацују.
Дана 26. септембра 1996, док су се талибани, уз војну подршку Пакистана и финансијску подршку Саудијске Арабије, припремали за нову велику офанзиву, Массоуд је наредио потпуно повлачење из Кабула. Талибани су 27. септембра 1996. заузели Кабул и основали Исламски Емират Авганистан.

## Талибански Емират против Уједињеног фронта

### Талибанске офанзиве
Талибани су наметнули делове Авганистана под њиховом контролом своје тумачење ислама. Лекари за људска права (ПХР) су изјавили да:
Колико је познато ПХР-у, ниједан други режим на свијету није методично и насилно натјерао половину свог становништва у виртуелни кућни притвор, забрањујући им да трпе физичку казну.
Жене су морале да носе свеобухватну бурку, забрањен им је јавни живот и ускраћен им је приступ здравственој заштити и образовању, прозоре је требало покрити тако да се жене не виде споља и није им било дозвољено да се смеју начин који су други могли чути. Талибани су, без правог суда и саслушања, људима одсекли руке или руке када су оптужени за крађу. Талибански одреди посматрали су улице, изводећи произвољно брутално јавно премлаћивање.
Талибани су почели да припремају офанзиву на преостала подручја која контролишу Ахмад Шах Масуд и Абдул Рашид Достум. Масуд и Достум, бивши непријатељи, одговорили су савезништвом да формирају Уједињени фронт (Северни савез) против талибана. Поред доминантно таџикистанских снага Масуда и узбекистанских снага Достума, Уједињени фронт је укључивао фракције Хазаре и паштунске снаге под вођством команданата попут Абдул Хака или Хаџи Абдул Кадира. Истакнути политичари Уједињеног фронта били су на примјер дипломата и афганистански премијер Абдул Рахим Гафурзај или министар вањских послова УФ-а Абдулах Абдулах. Од освајања талибана 1996. године до новембра 2001. године, Уједињени фронт је контролисао отприлике 30% афганистанског становништва у провинцијама као што су Бадахшан, Каписа, Тахар и дијелови Парвана, Кунара, Нуристана, Лахмана, Самангана, Кундуза, Гора и Бамијана.
Према извештају Уједињених нација на 55 страница, талибани су, покушавајући да учврсте контролу над северним и западним Авганистаном, починили систематске масакре над цивилима. Званичници УН су изјавили да је било "15 масакра" између 1996. и 2001. Рекли су и да су "[били] врло систематични и да сви они воде назад у [талибанско] министарство одбране или до самог муле Омара". У великом настојању да поврате шомалске равнице, талибани су неселективно убијали цивиле, док су ишчупали и протјерали становништво. Камал Хусеин, специјални извештач за УН, извештавао је о овим и другим ратним злочинима. Након што су заузели Мазар-и-Шариф 1998. године, талибани су погубили око 4.000 цивила, а многи су пријавили мучење. Талибани су посебно циљали људе шиитске религије или етничке припадности Хазаре. Међу убијенима у Мазари Шарифу било је и неколико иранских дипломата. Друге су отели талибани, чиме је започета талачка криза која је скоро ескалирала до рата у пуном обиму, са 150.000 иранских војника одједном на гомили на авганистанској граници. Касније је признато да су дипломате убили талибани, а њихова тела су враћена у Иран.
Документи такође откривају улогу арапских и пакистанских трупа за подршку у овим убиствима. Бин Ладенова такозвана 055 бригада била је одговорна за масовна убиства авганистанских цивила. У извештају Уједињених нација цитирани су очевици у многим селима који описују арапске борце који носе дугачке ножеве који се користе за пререзивање грла и скидање коже људима.

### Улога оружаних снага Пакистана
Пакистанска обавештајна агенција Интер-Сервис Интелигенс (ИСИ) хтела је да муџахедини успоставе владу у Авганистану. Генерални директор ИСИ-а Хамид Гул био је заинтересован за исламску револуцију која би прешла националне границе, не само у Авганистану и Пакистану, већ и у централној Азији. Да би успоставио предложену владу муџахедина, Хамид Гул је наредио напад на Џалалабад са намером да га употреби као главни град за нову владу коју је Пакистан желео да успостави у Авганистану.
Талибане је у великој мери финансирао пакистански ИСИ 1994. ИСИ је користио талибане да успостави режим у Авганистану који би био повољан за Пакистан, јер су покушавали да стекну стратешку дубину. Од стварања талибана, ИСИ и пакистанска војска пружали су финансијску, логистичку и војну подршку.
Према пакистанском стручњаку за Авганистан Ахмеду Рашиду, "између 1994. и 1999. године, отприлике 80.000 до 100.000 Пакистанаца тренирало се и борило у Авганистану" на страни талибана. Петер Томсен је изјавио да су до 11. септембра пакистанска војска и официри ИСИ-а заједно са хиљадама редовних припадника пакистанских оружаних снага били укључени у борбе у Авганистану.
Само у 2001. години, према неколико међународних извора, 28.000–30.000 држављана Пакистана, 14.000–15.000 авганистанских талибана и 2.000–3.000 милитаната Ал Каиде борило се против анти-талибанских снага у Авганистану као отприлике 45.000 војних снага. Пакистански председник Первез Мушараф - тада као начелник штаба војске - био је одговоран за слање хиљада Пакистанаца у борбу заједно са талибанима и Бин Ладеном против снага Ахмада Шаха Масуда. Од процењених 28.000 пакистанских држављана који се боре у Авганистану, 8.000 су били милитанти регрутовани у медресе који су попуњавали редове талибана. Документ америчког Стејт департмента из 1998. године потврђује да су „20–40 одсто [редовних] талибанских војника Пакистанци.“ У документу се даље наводи да родитељи тих пакистанских држављана „не знају ништа о војној умешаности свог детета у талибане. све док њихова тела не буду враћена у Пакистан". Према извештају Стејт департмента САД и извештајима Хјуман рајтс воч-а, други пакистански држављани који су се борили у Авганистану били су редовни пакистански војници, посебно из Пограничног корпуса, али и из пакистанске војске директна борбена подршка.
Хјуман рајтс воч је 2000. године написао:
Од свих страних сила укључених у напоре да се одрже и манипулишу текуће борбе [у Авганистану], Пакистан се одликује обимом циљева и обимом његових напора, који укључују прикупљање средстава за талибане, финансирање операција талибана, обезбеђивање дипломатска подршка као талибански виртуелни емисари у иностранству, организовање обуке за талибанске борце, регрутовање обучене и неквалификоване радне снаге за служење у талибанским војскама, планирање и вођење офанзиве, обезбеђивање и олакшавање испорука муниције и горива и ... директно пружање борбене подршке.
Талибани су 1. августа 1997. године напали Шеберхан, главну војну базу Абдул Рашид Достума. Достум је рекао да је разлог зашто је напад био успешан тај што је учествовало 1500 пакистанских командоса и што су пакистанске ваздушне снаге такође дале подршку.
Године 1998. Иран је оптужио пакистанске трупе за ратне злочине у Бамијану у Авганистану и тврдио да су пакистански ратни авиони, у знак подршке талибанима, бомбардовали последње шиитско упориште у Авганистану. Исте године када је Русија саопштила да је Пакистан одговоран за "војну експанзију" талибана на северу Авганистана слањем великог броја пакистанских трупа, од којих су неки касније одведени у заробљеништво од стране анти-талибанског Уједињеног фронта.
Савет безбедности УН је 2000. године увео ембарго на оружје против војне подршке талибанима, при чему су званичници УН изричито издвојили Пакистан. Генерални секретар УН-а имплицитно је критиковао Пакистан због његове војне подршке, а Савет безбедности је изјавио да је "дубоко узнемирен због извештаја о умешаности у борбе, на страни талибана, хиљада држављана не-Авганистанаца". У јулу 2001, неколико земаља, укључујући Сједињене Државе, оптужиле су Пакистан да „крши санкције УН-а због војне помоћи талибанима“. Талибани су такође прибавили финансијска средства од Пакистана. Само 1997. године, након што су талибани заузели Кабул, Пакистан је дао 30 милиона долара помоћи и додатних 10 милиона долара за владине плате.
Британска обавјештајна служба је 2000. године извијестила да ИСИ преузима активну улогу у неколико кампова за обуку Ал Каиде. ИСИ је помогао у изградњи кампова за обуку и за Талибане и за Ал Каиду. Од 1996. до 2001. Ал Каида Осаме бин Ладена и Ајмана ел Завахирија постала је држава унутар талибанске државе. Бин Ладен је послао арапске и средњоазијске милитанте Ал Каиде да се придруже борби против Уједињеног фронта, међу њима и његову бригаду 055.

### Отпор против Талибана
Абдул Рашид Достум и његове снаге поражени су од талибана 1998. Достум је касније отишао у егзил. Једини вођа који је остао у Авганистану и који је успео да одбрани огромне делове свог подручја од талибана био је Ахмад Шах Масуд. У подручјима под својом контролом Ахмад Шах Масуд је успоставио демократске институције и потписао Декларацију о правима жена. У области Масуда жене и дјевојке нису морале носити авганистанску бурку. Било им је дозвољено да раде и да иду у школу. У најмање два позната случаја, Масуд је лично интервенисао против случајева присилног брака. За Масуда наводно није било ништа горе од третирања особе као предмета. Он је навео:
Наше је уверење и верујемо да је и Свемогућег створио и мушкарце и жене. Обојица имају једнака права. Жене могу да се образују, жене могу да наставе каријеру, а жене могу играти улогу у друштву - баш као и мушкарци.
Аутор Пепе Ескобар написао је у Масуду: Од ратника до државника:
Масуд је непоколебљив да су жене у Авганистану генерацијама трпеле угњетавање. Он каже да „културно окружење у земљи гуши жене. Али талибани то појачавају угњетавањем. ' Његов најамбициознији пројекат је да разбије ове културне предрасуде и тако да женама да више простора, слободе и једнакости - имале би иста права као и мушкарци.
Иако је Масоуд изјавио да је убеђен да су мушкарци и жене једнаки и да треба да уживају иста права, он се такође морао суочити са афганистанским традицијама за које је рекао да ће им требати генерација или више да их превазиђу. По његовом мишљењу, то се може постићи само образовањем. Хумајун Тандар, који је као афганистански дипломата учествовао на Међународној конференцији о Авганистану 2001. у Бону, рекао је да су "строге језичке, етничке и регионалне границе [такође] угушиле Масуда. Зато је ... хтео да створи јединство" што би могло превазићи ситуацију у којој смо се нашли и још увек се налазимо до данас“. То се односило и на рестрикције религије. Жан-Хозе Пуиж описује како је Масуд често водио молитве прије оброка или је понекад тражио од својих муслимана да воде молитву, али није оклијевао ни питати пријатеља хришћанина Жана-Хозеа Пуижа или јеврејског професора са Принстона Мишела Барија: "Јеан-Јосе, верујемо у истог Бога. Молим вас, изговорите нам молитву пре ручка или вечере на свом језику".
Хјуман рајтс воч не наводи злочине у вези са људским правима за снаге под директном контролом Масуда у периоду од октобра 1996. до убиства Масуда у септембру 2001. Милион људи је побегло од талибана, многи у подручје Масуда. Национал Географик је у свом документарном филму „Унутар талибана“ закључио:
Једино што стоји на путу будућим покољима Талибана је Ахмад Схах Массоуд.
Талибани су у више наврата нудили Масуду моћну позицију како би га зауставили. Масуд је то одбио. Он је у једном интервјуу објаснио:
Талибани кажу: "Дођите и прихватите место премијера и будите са нама", и задржали би највишу функцију у земљи, председничку. Али за коју цену ?! Разлика међу нама тиче се углавном нашег начина размишљања о самим принципима друштва и државе. Не можемо прихватити њихове компромисне услове, у противном бисмо морали одустати од принципа савремене демократије. У основи смо против система који се зове „Емират Авганистан“.
И у другом:
Требало би да постоји Авганистан у коме сваки Авганистанац буде срећан. И мислим да то може гарантовати само демократија заснована на консензусу.
Масуд је својим приједлозима за мир желио увјерити талибане да се у догледној будућности придруже Proposals for Peace политичком процесу који води ка националним демократским изборима. Массоуд је такође изјавио:
Талибани нису сила коју треба сматрати непобедивом. Сада су удаљени од народа. Слабији су него у прошлости. Постоји само помоћ коју пружају Пакистан, Осама бин Ладен и друге екстремистичке групе које држе Талибане на ногама. Са обуставом те помоћи, изузетно је тешко преживети.
Почетком 2001. Масуд је примијенио нову стратегију локалног војног притиска и глобалних политичких апела. Огорчење се све више скупљало против талибанске владавине са дна авганистанског друштва, укључујући и паштунска подручја. Масуд је широм света објавио свој узрок "народног консензуса, општих избора и демократије". У исто време, био је веома опрезан да не оживи пропалу владу Кабула почетком деведесетих. Године 1999. почео је обучавати полицијске снаге посебно за одржавање реда и заштиту цивилног становништва, у случају да је Уједињени фронт био успешан.
Почетком 2001. Ахмад Шах Масуд обратио се Европском парламенту у Бриселу тражећи од међународне заједнице да пружи хуманитарну помоћ народу Авганистана. (Видео на ЈуТуб-у) Он је изјавио да су Талибани и Ал Каида увели "веома погрешну перцепцију ислама" и да без подршке Пакистана и Бин Ладена талибани неће моћи да одрже своју војну кампању до годину дана. Приликом ове посете Европи такође је упозорио да су његове обавештајне службе прикупиле информације о предстојећем нападу великих размера на тло САД. [неуспешна верификација] Председница Европског парламента, Ницоле Фонтаине, назвала га је „ пол слободе у Авганистану".
Дана 9. септембра 2001, Масуд, који је тада имао 48 година, био је мета самоубилачког напада двојице Арапа који су се представљали као новинари у Кваја Бахудин, у авганистанској провинцији Тахар. Масуд је погинуо у хеликоптеру који га је одвео у болницу. Сахрани, иако у прилично руралном подручју, присуствовало је стотине хиљада жалосних људи.
Атентат није био први пут да су Ал Каида, талибани, пакистанска ИСИ, а прије њих совјетски КГБ, авганистански комунистички КХАД и Хекматијар покушали убити Масуда. Преживео је безброј покушаја атентата у периоду од 26 година. Први покушај Масудовог живота извршили су Хекматијар и два пакистанска агента ИСИ 1975. године, када је Масуд имао само 22 године. Почетком 2001, Масудове снаге су заробиле потенцијалне убице Ал Каиде док су покушавале да уђу на његову територију.

### Веза са нападима 11. септембра 2001.
Сматра се да је атентат на Масуда у снажној вези са нападима на Сједињене Државе 11. септембра 2001, у којима је погинуло скоро 3000 људи, и који се показао као терористички напад на који је Масуд упозорио у свом говору пред Европским парламентом неколико месеци раније.
Џон П. О’Нил је до краја 2001. био стручњак за борбу против тероризма и помоћник директора ФБИ-а. Повукао се из ФБИ-а и понуђено му је мјесто директора сигурности у Свјетском трговинском центру (ВТЦ). Преузео је посао у ВТЦ две недеље пре 11. септембра. Дана 10. септембра 2001, О’Нил је наводно рекао двојици својих пријатеља, "Дошли смо. И ми требамо за нешто велико ... Неке ствари су се догодиле у Авганистану. [Односи се на убиство Массоуда] Не разумем. Не свиђа ми се начин на који се ствари ређају у Авганистану ... Осећам промену и мислим да ће се ствари догодити ... ускоро". О’Нил је умро 11. септембра 2001, када се срушио Јужни торањ.
Након терористичких напада 11. септембра 2001, трупе Уједињеног фронта Масуда, уз америчку ваздушну подршку, свргнуле су талибане с власти у Кабулу у операцији Трајна слобода. У новембру и децембру 2001, Уједињени фронт је преузео контролу над већим дијелом земље и одиграо кључну улогу у успостављању пост-талибанске привремене владе Хамида Карзаија крајем 2001.

## Исламска Република и НАТО
Рат у Авганистану под вођством САД почео је 7. октобра 2001. године у операцији Трајна слобода. Дизајниран је да зароби или убије Осаму бин Ладена и милитанте Ал Каиде, као и да замени талибане владом прилагођеном САД. Бушова доктрина је навела да, као политика, неће правити разлику између Ал-Каиде и нација које их скривају.
Неколико авганистанских челника позвано је у Немачку у децембру 2001. године на бонски споразум под покровитељством УН-а, који је требао вратити стабилност и управљање у њиховој земљи. У првом кораку, формирана је Авганистанска прелазна управа која је инсталирана 22. децембра 2001. Председавао је Хамид Карзаи, имао је 30 лидера и укључивао је Врховни суд, Привремену управу и Посебну независну комисију.
Војници авганистанске националне армије, укључујући и командну бригаду АНА који стоје напред.
Лоја јирга (велика скупштина) сазвао је у јуну 2002. бивши краљ Захир Шах, који се вратио из егзила након 29 година. Хамид Карзај изабран је за предсједника на двије године у јирги, у којој је привремена авганистанска власт такође замијењена Транзиционом исламском државом Афганистан (ТИСА). Уставна лоја јирга одржана је у децембру 2003. године, усвајајући нови устав из 2004. године, са председничким обликом владавине и дводомним законодавним телом. Карзаи је изабран на предсједничким изборима 2004. године, након чега је освојио други мандат на предсједничким изборима 2009. године. Парламентарни избори 2005. и 2010. такође су били успешни.
У међувремену, процес обнове Авганистана почео је 2002. године. У Авганистану је у току више од 14.000 пројеката обнове, попут Кајакија и бране Салма. Многе од ових пројеката надгледају покрајински тимови за обнову. Допринос Светске банке је мултилатерални Поверенички фонд за обнову Авганистана (АРТФ), који је основан 2002. године. Финансирају га 24 међународне донаторске земље и до 2007. године је потрошио више од 1,37 милијарди долара. Међународна заједница је обезбедила приближно 30 милијарди долара за обнову Авганистана, већином из Сједињених Држава. Године 2002. светска заједница је издвојила 4 милијарде долара на конференцији у Токију, након чега је уследило још 4 милијарде долара 2004. У фебруару 2006, 10,5 милијарди долара је опредељено за Авганистан на Лондонској конференцији и 11 милијарди долара из Сједињених Држава почетком 2007. Упркос томе, овим великим улагањима међународне заједнице, резултати напора за обнову били су различити. Спровођење развојних пројеката на нивоу округа и под-округа често је било ометено због недостатка координације, познавања локалних услова и доброг планирања на страни међународних донатора, као и због корупције и неефикасности од стране званичника авганистанске владе. На покрајинском и националном нивоу, пројекти попут Националног програма солидарности, изградње путева међу провинцијама и обнове сеоских здравствених услуга под вођством САД постигли су већи успех. Док се НАТО спремао да повуче већину преосталих трупа ИСАФ-а до краја 2014. године, да ли ће авганистанска влада моћи да одржи развојне успехе остварене у последњих 12 година, и у којој мери ће међународне организације за цивилну помоћ моћи да наставе операције или да преусмере своје напоре на основу научених лекција, остало је да се види.
Савет безбедности УН -а основао је Међународне снаге за безбедносну помоћ (ИСАФ) у децембру 2001. године како би пружио основну безбедност народу Авганистана и помогао администрацији Карзаија. Од 2002. године укупан број снага ИСАФ-а и САД попео се са 15.000 на 150.000. Већина њих припада различитим гранама Оружаних снага Сједињених Држава, које се не боре само против побуне Талибана, већ и обучавају афганистанске оружане снаге и афганистанску националну полицију. Планирано је да се повуку полако до краја 2014. године, али је потпредседник потпредседник Џо Бајден предложио да се задржи непознати број америчког војног особља након истека рока 2014. године ако то захтева безбедносна ситуација, а авганистанска влада и људи то желе. Немачка је најавила да ће наставити обуку регрута авганистанске полиције након датума повлачења војних трупа 2014.
НАТО и авганистанске трупе су у овом периоду извеле многе офанзиве против талибана. До 2009. године почела је да се формира влада у сенци предвођена Талибанима, заједно са сопственом верзијом суда за посредовање. 2010. године, амерички председник Барак Обама распоредио је додатних 30.000 војника у периоду од шест месеци и предложио да почне повлачење трупа до 2012. На међународној конференцији о Авганистану 2010. у Лондону, авганистански председник Хамид Карзај рекао је да намерава да се обрати водство талибана (укључујући Мулу Омара, Сираџудина Хаканија и Гулбудин ХекматјарГулбудина Хекматјара). Уз подршку високих америчких званичника, Карзај је позвао руководство групе да учествује на састанку лоја јирга ради покретања мировних преговора. Према Вол стрит журнал-у, ови кораци су у почетку узвраћени интензивирањем бомбардовања, атентата и заседа.
Многе авганистанске групе (укључујући бившег шефа обавјештајне службе Амрулаха Салеха и опозиционог лидера др. Абдулаха Абдулаха) вјерују да Карзаијев план има за циљ да умири више вођство побуњеника по цијену демократског устава, демократских процеса и напретка у области људских права, посебно права жена. Др Абдулах је изјавио:
Требао бих рећи да се талибани не боре да би били смјештени. Боре се како би срушили државу. Дакле, то је узалудна вежба и само доводи у заблуду. ... Постоје групе које ће се борити до смрти. Било да волимо да разговарамо са њима или не волимо да разговарамо, они ће се и даље борити. Дакле, за њих мислим да немамо напретка у разговорима, преговорима или контактима или било чему другом. Онда морамо бити спремни да се с њима боримо и боримо се војно. Што се тиче талибана на терену, постоји много могућности и могућности да их уз помоћ људи у различитим деловима земље можемо привући у мировни процес; под условом, стварамо повољно окружење са ове стране линије. Тренутно људи напуштају подршку влади због корупције. Тако да ни очекивања у овој фази нису реална.
Према извештају Уједињених нација, талибани су одговорни за 76% цивилних жртава у 2009. години. Авганистан се борио за обнову, бавећи се резултатима тридесетогодишњег рата, корупцијом међу политичарима на високом нивоу и текућом побуном талибана, што према различитим научним институтима, попут Лондонске школе економије, високих међународних званичника, попут бившег председавајући здруженог начелника штаба Сједињених Држава, адмирала Мајка Мулена, веровао је да талибане подржава пакистанска обавештајна служба.

### Повлачење НАТО трупа из Авганистана 2014.
Крајем јула 2010. године, Холандија је постала први савезник НАТО-а који је окончао своју борбену мисију у Авганистану након 4 године распоређивања војске, укључујући најинтензивнији период непријатељстава. Повукли су 1.900 војника. Атлантски савет описао је ову одлуку као "политички значајну јер долази у време све већих жртава и растућих сумњи у рат". Канада је повукла трупе 2011. године, али је остало око 900 за обуку авганистанских војника.
У фебруару 2012. мали број америчких војника је спалио неколико примјерака Курана. Неки Авганистанци су одговорили извођењем масовних демонстрација и нереда у Кабулу и другим областима. Нападачи су убили неколико америчких војних лица, укључујући два официра у згради Министарства унутрашњих послова након овог догађаја.
Дана 11. марта 2012. године, амерички војник Роберт Балес убио је 16 цивила у масакру у Кандахару.
Према ИСАФ-у, у Авганистану је у децембру 2012. било око 120.000 војника под вођством НАТО-а, од чега 66.000 америчких војника и 9.000 Британаца. Остали су из 48 различитих земаља. Процес предаје власти локалним снагама је започео и према плановима већина међународних трупа да ће напустити 2014. године Авганистан. Мухамед Мула Омар ликвидиран је у априлу 2013. године.
Дана 24. новембра 2013. године, председник Карзај одржао је Лоја јиргу и увео забрану упада НАТО-а у куће. Ова забрана је успостављена, а војници НАТО-а су добили упутства да је се придржавају. У децембру 2013. двојицу војника НАТО-а су извршили велики претрес кућа у провинцији Забул. Карзај је ово осудио у говору који је имао велику публицитет. Дана 3. јануара 2014. војници НАТО-а чули су експлозију бомбе у бази у Кабулу; није било извештаја о жртвама или повређенима. Дан касније, бомба је погодила америчку војну базу у Кабулу и убила једног америчког држављанина. Бомбу су поставили талибани, а амерички припадник војске био је прва борбена жртва у Авганистану те године. Талибани су одмах преузели одговорност за напад. У очекивању повлачења НАТО трупа 2014. године, и каснијег покушаја Талибана да се врате на власт, групе анти-талибанског Уједињеног фронта (Јужна алијанса) су почеле да се регрупишу под покровитељством Националне коалиције Авганистана и Националног фронта Авганистана. Дана 28. децембра, НАТО је званично окончао тринаестогодишње борбене операције Међународних снага за безбедносну помоћ у Авганистану. Током овог рата водиле су се две војне операције како би се успоставила контрола над државом, операција Трајна слобода и операција Слободина стража. Операција Трајна слобода се завршила 28. децембра 2014. да би операција Слободина стража почела 1. јануара 2015. године.
Медији су 1. маја 2015. године извијестили о заказаном састанку у Катару између талибанских побуњеника и миротвораца, укључујући авганистанског предсједника, о окончању рата.

### Сукоб талибана и ИСИЛ-а у Авганистану
Од 2015. године, започео је оружани сукоб између талибана и огранка Исламске државе у Авганистану. Мрежа Хакани подржава талибане, док ИС подржава анти-талибанска група, Високо вијеће афганистанског емирата на челу са исламистом Мухамедом Расулом. 2017. године, дошло је до већих сукоба између талибана и ИС-а који је у то вријеме наводно био највећи сукоб између те две фракције са 22 жртве, од којих су 13 били борци ИС-а и 9 талибанских бораца, према званичницима талибана. До сукоба је дошло у близини иранске границе са Авганистаном. Талибани су напали камп ИС у том подручју, командант ИС-а који је раније био члан талибана рекао је да постоји договор између талибана и ИС-а да не нападају једни друге док не дође до дијалога, командант је тврдио да су талибани прекршили споразума и напали камп ИС. Командант ИС-а је такође тврдио да је напад координиран са иранском војском и да су Иранци снимали мртве борце ИС-а. Одвојена талибанска фракција Фидај Махаз такође је критиковала талибане због њиховог односа са Ираном. Неколико дана пре битке талибани су се наводно састали са иранским званичницима како би разговарали о регионалним питањима. Портпарол Фидаја Махаза тврдио је да је састанак одржан на захтев талибана јер је био уморан од ширења ИС у земљи која се такође тицала иранске владе. Портпарол је такође рекао да су талибани примили 3 милиона УСД у готовини, 3.000 наоружања и 40 камиона и муниције од иранских обавештајних служби ради борбе против ИД у близини иранске границе, иако је портпарол Талибана порекао те наводе. И током 2018. године су вођене жестоке борбе између Талибана и ИСИЛ-а нарочито на истоку државе. Током и крајем 2019. године, дошло је до колапса територије под контролом ИСИЛ-а који су наредних година свели своју борбу на герилски отпор и терористичке нападе.

### Споразум у Дохи и крај америчке окупације
2011. године председник Барак Обама најавио је да ће се САД повући из Авганистана до краја 2014. године, закључивши операцију Трајна слобода. Иако је значајан број америчких трупа повучен до краја 2014. године, а НАТО-ове Међународне снаге за безбједносну помоћ (ИСАФ) су закључиле, 9.800 америчких војника остало је распоређено унутар Авганистана током операције Слободина стража, која је дио касније НАТО-ове одлучне мисије подршке (РСМ).. Генерал Џон Ф. Кемпбел затражио је додатних 1.000 америчких војника у светлу нове војне операције.
Мировни споразум у Дохи потписале су Сједињене Државе и Талибани 29. фебруара 2020. године ради окончања Авганистанског рата. Уговор на четири странице потписан је у Шератон Гранд Доха у Дохи, Катар, и објављен на веб страници америчког Стејт департмента. Договор је предвиђао повлачење свих снага НАТО-а из Авганистана, у замену за обећање талибана да спречи деловање Ал-Каиде у подручјима под контролом талибана, као и текуће разговоре између талибана и авганистанске владе. Сједињене Државе пристале су на почетно смањење својих снага са 13.000 на 8.600 у року од 135 дана (тј. До јула 2020), након чега би услиједило потпуно повлачење у року од 14 мјесеци (тј. До 1. маја 2021) ако талибани задрже своје снаге обавезе. Договор су подржале Кина, Русија и Пакистан, а једногласно га је одобрио и Савет безбедности УН, али није укључивао владу Авганистана. Индија је поздравила пакт.
Неки амерички војници повукли су се из Авганистана 9. марта 2020. године, како се захтева мировним споразумом САД -талибани. Централна команда САД (ЦЕНТЦОМ) одбацила је 10. марта 2020. извјештаје да је америчка војска развила план за повлачење свих америчких трупа из Авганистана. Генерал Кенет Ф. Мек Кензи Јр., шеф ЦЕНТЦОМ-а, такође је изјавио да је план био да се смањи број америчких трупа у Авганистану на 8.600 у периоду од 14 месеци. Америчка војска је касније потврдила да ће више војника бити послато у Авганистан на лето 2020. Према подацима ЦЕНТЦОМ -а, САД су смањиле број својих авганистанских трупа на 8.600 до 18. јуна 2020. године, у складу са талибанским мировним споразумом из фебруара 2020. Дана 1. јула 2020. године, након медијских извјештаја о учешћу талибана у наводном руском програму награђивања за циљеве америчких трупа, Одбор за оружане снаге америчког Дома изгласао је измјену Закона о одобрењу националне одбране којом се постављају додатни услови које треба испунити прије него што предсједник Трамп настави с војском повлачење из Авганистана, укључујући захтијевање процјене о томе да ли је нека земља понудила подстицаје за талибане да нападну америчке и коалиционе трупе, уз забрану финансирања за смањење броја трупа на испод 8.000 и поново на 4.000, осим ако администрација не потврди да то не би угрозило америчке снаге интереси у Авганистану.
Дана 1. јула 2020. године, амерички Сенат одбацио је покушај Ренда Пола амандманом на Закон о одобрењу националне одбране, који би захтијевао повлачење свих америчких снага из Авганистана у року од годину дана и окончао 19-годишњи рат. 8. августа, министар одбране Марк Еспер рекао је да ће Сједињене Државе смањити број трупа на испод 5.000 до краја новембра 2020. У августу 2020, амерички обавештајци су оценили да је иранска влада понудила награде мрежи Хакани повезаној са Талибанима како би убила стране припаднике војске, укључујући Американце, у Авганистану. Према ЦНН-у, администрација Доналда Трумпа "никада није поменула повезаност Ирана са бомбардовањем, што је пропуст садашњих и бивших званичника рекао да је повезан са ширим приоритетима мировног споразума и повлачењем из Авганистана".
Вршилац дужности америчког министра одбране Кристофер Ц. Милер најавио је 17. новембра 2020. даље повлачење трупа до 15. јануара 2021. године, остављајући 2.500 војника широм Авганистана и [[]Ирак]а, у односу на претходни износ од 4.500, односно 3.000. Амерички саветник за националну безбедност Роберт Ц. О’Брајан издао је саопштење у име председника Трампа да се нада да ће надолазећа Бајденова администрација натерати све америчке трупе да се "безбедно врате кући, у целини" до њиховог претходно договореног рока 1. маја 2021. Џо Бајден је раније током своје председничке кампање сигнализирао своју подршку повлачењу америчких трупа из Авганистана, иако је оставио простор за могућност да ће САД бити „отворене за одржавање малог броја војника у земљи чија би мисија била усредсредити се само на против-терористичке операције”.
Пентагон је 17. новембра 2020. објавио да ће смањити број америчких снага у Авганистану са 4.500 на 2.500 до средине јануара, односно до 15. јануара 2021. године, пре него што мандат председника Трампа истекне 20. јануара 2021. Амерички саветник за националну безбедност Роберт Ц. О’Брајан изјавио је да ће преостале трупе у Авганистану бранити америчке дипломате, америчку амбасаду и друге агенције америчке владе које обављају важне послове у Авганистану, омогућити савезницима Сједињених Држава да раде свој посао у Авганистану и одвраћају непријатеље Америке у Авганистану. Саопштење су критиковали чланови Сената Сједињених Држава, попут лидера већине у Сенату Мича Мек Конел-а или сенатора Џека Рид-а са Роде Исланда. Генерални секретар НАТО-а Јенс Столтенберг упозорио је у саопштењу да би "цена превременог или некоординираног одласка могла бити врло висока". Критичари су рекли да повлачење Авганистана не само да би поткопало ионако крхку безбедност у региону, већ су такође навели да би смањење трупа не само нашкодило текућим мировним преговорима између талибанских бораца и владе Авганистана, већ и подрило деликатну безбедност у Авганистану. Према једном високом званичнику одбране, услови који се користе за мерење повлачења сада се заснивају на томе да ли ће национална безбедност бити угрожена смањењем Авганистана на 2.500 војника. "Не осећамо да је тако", рекао је званичник. Други услов је био, "можемо ли задржати положај снага у Авганистану који нам дозвољава да са савезницима и партнерима извршавамо своју мисију". Најава је изазвала узнемиреност у Авганистану јер се америчке трупе сматрају заштитом од талибана. Постоји страх од ревитализације талибана у Авганистану. Атикулах Амаркхел, пензионисани генерал афганистанске војске и војни аналитичар, рекао је за The New York Times да су талибани „јачи него у прошлости, и ако Американци оду и не подрже и не помогну авганистанској војсци, неће се дуго опирати, и талибани ће преузети власт. То ме највише плаши".
Трампова администрација завршила је смањење снага на 2.500 војника у јануару 2021. године, што је најмањи број америчких војника у Авганистану од 2001. године. Од јануара 2021. године, у Авганистану је остало више од седам извођача за сваког припадника америчке војне службе, што чини преко 18.000 извођача, према подацима Централне команде САД. У јануару 2021. године саветник за националну безбедност тадашњег председника Џоа Бајдена, Џек Саливан, рекао је да ће САД преиспитати мировни споразум како би ефикасно повукле преосталих 2.500 војника из Авганистана. Бајден је подржао потпуно повлачење 2014. године, али у почетку није било јасно да ли ће испоштовати Трампов рок за одустајање од маја 2021.
Генерални секретар НАТО-а Јенс Столтенберг изјавио је 18. фебруара 2021. године да савез није донио одлуку о томе како ће поступити у вези са повлачењем. Очекује се да ће Британија повући преосталих 750 војника Мисије одлучне подршке у исто вријеме кад и САД. Према плану, трупе НАТО-а такође ће слиједити исти рок повлачења. САД су наговестиле да ће неке трупе (тачан број још није одлучен) остати у земљи ради пружања дипломатске безбедности, и није јасно шта ће се догодити са неколико стотина америчких снага за специјалне операције које раде за ЦИА у борби против терористичке мисије. Нови директор ЦИА -е Виллиам Јосепх Бурнс рекао је 14. априла 2021. за обавјештајни комитет Сената САД -а да "[овдје] постоји значајан ризик након повлачења америчке војске и коалиционе војске", али је додао да ће САД задржати "пакет способности". Администрација председника Бајдена намерава да користи широк спектар страних полицијских алата који се протежу од војне окупације до потпуног напуштања.
У марту 2021. у извештајима се наводи да је председник Бајден потенцијално разматрао задржавање америчких снага у Авганистану до новембра 2021. Дана 14. априла 2021. године, Бајден је објавио своју намјеру да повуче све регуларне америчке трупе до 11. септембра 2021. године, на 20. годишњицу напада 11. септембра и четири мјесеца након првобитно планираног рока 1. маја. Дан пре саопштења, Бајден је позвао бивше америчке председнике Џорџа Буша млађег и Барака Обаму у вези његове одлуке о повлачењу. Амерички државни секретар Ентони Блинкен рекао је да је одлука донета како би се ресурси фокусирали на Кину и пандемију КОВИД-19. Након повлачења, САД наводно разматрају могућности за прераспоређивање трупа, попут премјештања на бродове америчке морнарице, земље на Блиском истоку или земље средње Азије попут Таџикистана.
Дана 2. јула 2021. године Немачка и Италија повукле су своје трупе из Авганистана. Истог дана, америчке снаге су напустиле аеродром Баграм. Авганистански званичници жалили су се да су Американци отишли без обавештавања новог авганистанског команданта све до више од два сата након напуштања базе. Као резултат тога, пљачкаши су опљачкали базу пре него што су преузели контролу над аеродромом. У међувремену су се водиле борбе између талибанских и авганистанских владиних снага, а аналитичари из Ал Јазеере рекли су да су талибани "пред вратима Кабула". Дана 8. јула 2021. председник Бајден је објавио да ће званични завршетак рата у Авганистану бити 31. августа 2021. Бајден је бранио повлачење америчких трупа, рекавши да верује "капацитетима авганистанске војске, која је боље обучена, боље опремљена и ... компетентнија у смислу вођења рата". Дана 12. јула 2021. године, Остин С. Милер поднео је оставку на место команданта америчких и НАТО снага у Авганистану.
До 12. јула 2021. године талибани су заузели 139 округа од авганистанске националне армије. Према америчком обавештајном извештају, очекивало се да ће се авганистанска влада срушити у року од шест месеци од повлачења, међутим америчка војска је касније ревидирала процену наводећи да ће се колапс догодити много раније.
Гласноговорници талибана, укључујући Сухеила Шахина и Мохамеда Наима, издали су изјаве да би се све стране снаге требале повући из Авганистана. Талибани (такозвани "Исламски емират") одбили су да учествују у било каквим разговорима све док се све стране снаге не повуку из земље.
Према Вашингтон пост-у, локалне милиције на северу земље водиле су борбе против талибана. Снимци снимљени 16. јуна и објављени 13. јула показују да су талибански наоружани људи погубили 22 авганистанска војника који су покушавали да се предају.
Дана 21. јула, највиши амерички војни официр, председавајући Заједничког начелника штаба Марк Мили, известио је да је половина свих округа у Авганистану под контролом талибана и да је замах "на неки начин" на страни талибана. Дана 21. јула 2021. године, америчко ваздухопловство покренуло је ваздушне нападе на положаје талибана у Авганистану.
Савет безбедности УН известио је у јулу 2021. године да су припадници Ал-Каиде на Индијском потконтиненту (АКИС) и даље присутни у чак 15 авганистанских провинција, и да делују под заштитом талибана у провинцијама Кандахар, Хелманд и Нимроз кршећи споразум из Дохе.
Представнички дом америчког Конгреса 22. јула 2021. изгласао је 407–16 за усвајање Савезничког закона, закона који би побољшао и обезбиједио визе за авганистанске преводиоце који су радили за америчко особље током рата. Иницијатива је имала за циљ довођење Авганистанаца под посебну имигрантску визу (СИВ), која би им омогућила да доведу своје породице и запосле у Сједињеним Државама. Програм СИВ први пут је 2006. године направио Конгрес, за преводиоце из Ирака и Авганистана, са процењених 50.000 или више појединаца који су се квалификовали за програм. Први лет програма стигао је 30. јула 2021. са појединцима који су се квалификовали за СИВ и члановима породице. Док је већина долазака требала бити пресељена у Сједињене Државе, америчке објекте у иностранству или друге земље како би завршили подношење захтева за визу, прва група је требало да попуни своје захтеве за визу у Форт Лију у Вирџинији, због претходних провера прошлости и безбедности скрининг.
У августу 2021, док су талибани заузимали град по град, укључујући Лашкар Гах и Кандахар, гдје су биле распоређене елитне снаге авганистанске владе, Бајденова администрација наставила је да брани повлачење и своју подршку "политичком процесу" у Авганистану, рекавши да било је на авганистанским лидерима да "покажу политичку вољу у овом тренутку да се повуку". Према речима председника, „авганистански лидери морају да се окупе“.
Вијести из канадске владе објављене 12. августа 2021. потврдиле су да је земља послала мали, али неоткривен број специјалних снага да помогну у евакуацији у Кабулу и осигурају амбасаду земље. Следећег дана, 13. августа 2021. године, канадска влада објавила је план за пресељење 20.000 расељених Авганистанаца у Канаду.
Дана 15. августа 2021. године талибани су заузели главни град Кабул пошто се распустила авганистанска влада под председником Ашрафом Ганијем, чија је брзина изненадила америчку владу. Пошто су талибански борци опколили град, америчка амбасада се евакуисала и повукла на међународни аеродром Хамид Карзај, где су авганистанске снаге које су побегле предале контролу НАТО-у. Како се сигурносна ситуација у граду погоршавала, друге земље су почеле затварати и евакуирати своје амбасаде на аеродром, гдје је постао центар повлачења за све америчко и НАТО особље јер је постао једини сигуран пут из Авганистана. 5.000 америчких војника и неке трупе НАТО-а, укључујући британско, италијанско, турско и шпанско особље, остали су у граду док је настао хаос док је хиљаде одбеглих авганистанских цивила јурило на аеродром, прегазивши писту и приморавши америчке трупе да врше контролу гомиле. Америчка влада је касније одобрила распоређивање 1.000 додатних војника из 82. ваздухопловства на аеродром, повећавајући присуство трупа у Кабулу на 6.000 ради олакшавања евакуације. Падом Кабула, војно повлачење еволуирало је у ваздушно пребацивање свих дипломатских службеника НАТО-а, угрожених авганистанских и западних држављана и прихватљивих избеглица које су могле да уђу на опкољени аеродром у Кабулу, што је навело западне земље да пошаљу додатне трупе како би олакшале евакуације.
Дана 16. августа Уједињено Краљевство се сложило да пошаље додатних 200 војника у Авганистан, чиме је укупан број британских трупа у земљи порастао на 900.
Такође, 16. августа, након хаотичног почетка авио-превоза са аеродрома у Кабулу, председник Бајден је одржао конференцију за новинаре на којој је оправдао разлоге повлачења трупа из Авганистана, потврђујући своје мишљење да је спровођење повлачења исправна одлука. Председавајући Одбора за спољне послове Представничког дома Представничког дома Грегори Микс (Д-НИ) позвао је 18. августа Бајдена да одложи повлачење, наводећи да је евакуација важнији приоритет.
Током неких инцидената евакуације на аеродрому у Кабулу, талибани су испалили хице из контроле гомиле и блокирали напоре које је Британија учинила да изврши евакуацију. Председник Бајден је 20. августа обећао Американцима који су заглављени у Авганистану да ће их америчка влада вратити кући. Он је такође изјавио да влада не зна тачан број Американаца који су још увек у Авганистану, и колико њих жели да се врати кући у Сједињене Државе.
Директор Централне обавјештајне агенције (ЦИА) Вилијам Џ. Барнс одржао је 23. августа тајни састанак у Кабулу са лидером талибана Абдулом Ганијем Барадром, који се вратио у Авганистан из егзила у Катару, како би разговарали о року за Повлачење америчке војске из Авганистана 31. август.
26. августа дошло је до самоубилачког бомбашког напада на међународном аеродрому Хамид Карзаи, у којем је погинуло 12 америчких маринаца, један морнарички војник и више од 70 држављана Авганистана. Тринаести припадник америчке службе подлегао је ранама следећег дана, иако његова служба није позната. Дана 27. августа, Сједињене Државе извеле су ваздушни напад за који је Централна команда САД рекла да је против три осумњичена припадника ИСИЛ-КП у провинцији Нангархар. Дана 29. августа, током напада америчке беспилотне летелице на осумњиченог бомбаша самоубицу ИСИЛ-КП у Кабулу, пријављено је да је десеточлана породица, укључујући седморо деце, убијена док је била близу циљaног возила. Следећег дана 30. августа последњи контигент америчких трупа повукао се из Авганистана и предао је међународни аеродром у Кабулу у руке Талибанима чиме је двадесетогодишњи рат завршен.